# Squatina nebulosa
Pour les articles homonymes, voir Ange de mer.
Espèce
Statut de conservation UICN

 VU A2d+4d : Vulnérable
Squatina nebulosa, l'Ange de mer nébuleux, est une espèce de requins de la famille des Squatinidae.

## Distribution

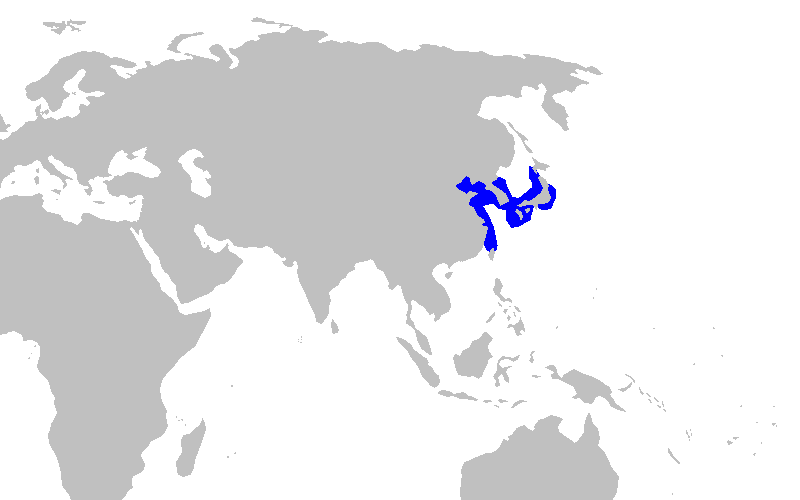
Aire de répartition de Squatina nebulosa.

Cette espèce se rencontre dans le nord-ouest du Pacifique, du sud-est de la mer du Japon jusqu'à Taïwan. Elle est présente jusqu'à 200 m de profondeur.

## Description
Squatina nebulosa mesure jusqu'à 163 cm. Sa forme est typique des Squatiniformes. Son dos est brunâtre, marbré de sombre et présente de petites taches rondes blanchâtres.

## Publication originale
- Regan, 1906 : Descriptions of some new sharks in the British Museum collection, Annals and Magazine of Natural History, ser. 7, vol. 18, p. 435-440 (texte intégral)